# Du Guangting
Dans ce nom, le nom de famille, Du, précède le nom personnel.
Pour les articles homonymes, voir Du.
Du Guangting (chinois : 杜光庭 ; pinyin : dù guāngtíng ; Wade : Tu Kuang-t'ing), né en 850, mort en 933, est un écrivain chinois et un taoïste.
Trois de ses textes sont devenus des canons taoïstes (DZ).
Il est notamment l'auteur d'un chuanqi (nouvelle), la Biographie du chevalier à la barbe frisée.
Il est également l'auteur du livre végétalien Le Livre des Cinq Cuisines (咒偈, zhòu ?), qui est plagié par le moine du bouddhisme chán, Xingduan (行端, dynastie Yuan), dans son Livre des Trois Cuisines prêché par le Bouddha (佛說三停廚經).

## Ouvrages
- Dongtian fudi yueze mingshan ji 洞天福地嶽澤名山記, DZ 599
- Daojiao lingyan ji 道教靈驗記, DZ 590
- Lidai chongdao ji 歷代崇道記, DZ 593
- Yongcheng jixian lu 墉城集仙錄
- Guangcheng ci 广成词 (Sibu congkan (zh))
- Daode zhenjing guangsheng yi 道德真经广圣义
- Daomen kefan daquan ji 道门科范大全集
- Guangcheng ji 广成集
- Qiuranke zhuan 虬髯客传 (Gushi wenfang xiaoshuo 顾氏文房小说)
- Shenxian ganyu zhuan 神仙感遇传 (Daozang juyao diqilei 道藏举要第七类)
- Luyi ji 录异记 (Bice huhan 秘册汇函)

#### Langues européennes
- Franciscus Verellen, Du Guangting (850-933), taoïste de cour à la fin de la Chine médiévale, Mémoire de l'Institut des hautes études chinoises, vol. XXX, De Boccard, 1989. [résumé] et [compte-rendu]
- (en) Franciscus Verellen, , « Shu as a hallowed land : Du Guangting's Record of Marvels », Cahiers d'Extrême-Asie, 1998, vol. 10, numéro 10 [lire en ligne]
- (en) Francisais Verellen,  « Encounter as revelation. A Taoist hagiographie theme in medieval China », Bulletin de l'École française d'Extrême-Orient, 1998, volume 85, numéro 85 [lire en ligne]
- Christine Mollier, « Les cuisines de Laozi et du Bouddha », Cahiers d'Extrême-Asie, École française d'Extrême-Orient, vol. 11, Nouvelles études de Dunhuang : Centenaire de l'École française d'Extrême-Orient,‎ 1999-2000, p. 45-90 (lire en ligne)

#### En chinois
- (zh) 唐大潮, 《中国道教简史》, 宗教文化出版社,‎ 2001 (ISBN 7-80123-229-1)
- (zh) 孙亦平, 《杜光庭思想与唐宋道教的转型》, 南京大学出版社,‎ 1955